# ألمانيا والألمان
ألمانيا والألمان (بالألمانية: Deutschland und die Deutschen) خطبة ألقاها الكاتب الألماني توماس مان في 29 مايو من العام 1945 في مكتبة الكونغرس الأمريكي باللغة الإنجليزية، ونُشرت النسخة الألمانية في أكتوبر ذلك العام في مجلة (neue Rundschau). توماس مان ألقى الخطبة مرة أخرى بعد عامين في 1947.

## وصلات خارجية
- ألمانيا والألمان، على الفهرس العالمي.
- ألمانيا والألمان، على كتب جوجل.
- ألمانيا والألمان، على جود ريدز.
- ألمانيا والألمان، على موقع أمازون.
- ألمانيا والألمان، على مكتبة جامعة هارفارد.
- ألمانيا والألمان، على مكتبة جامعة ميشيغان.